# Mattis Næss
Karl Mattis Næss (Bærum, 18 de mayo de 1973) es un deportista noruego que compitió en piragüismo en la modalidad de aguas tranquilas. Ganó una medalla de bronce en el Campeonato Mundial de Piragüismo de 2005, en la prueba de K2 1000 m, y una medalla de plata en el Campeonato Europeo de Piragüismo de 2004, en la prueba de K4 1000 m.

## Palmarés internacional
| Campeonato Mundial | Campeonato Mundial | Campeonato Mundial | Campeonato Mundial |
| Año                | Lugar              | Medalla            | Competición        |
| ------------------ | ------------------ | ------------------ | ------------------ |
| 2005               | Zagreb (Croacia)   | Medalla de bronce  | K2 1000 m          |
| Campeonato Europeo |                    |                    |                    |
| 2004               | Poznań (Polonia)   | Medalla de plata   | K4 1000 m          |